# Casato di Braganza-Sassonia-Coburgo-Gotha

Stemma della Casa di Braganza-Sassonia-Coburgo-Gotha

La Casa di Braganza-Sassonia-Coburgo-Gotha (chiamato anche Casa di Braganza-Coburgo e Casa di Braganza-Wettin) fu una casa reale dinastica tedesco-portoghese che ebbe la sua origine dall’unione matrimoniale della regina Maria II del Portogallo, della Casa di Braganza, con il principe Ferdinando II di Sassonia-Coburgo-Gotha-Kohary, della Dinastia di Wettin.
La considerazione della casa di Braganza-Sassonia-Coburgo-Gotha come un ramo separato dall’originale Casa di Braganza è stato adottato, recentemente, dagli storici che seguono le dottrine di paesi stranieri dove veniva applicata la legge salica, che impediva alle donne di essere eredi di case dinastiche e di accedere, esse stesse, al trono. Secondo questa teoria, la Casa di Braganza si sarebbe interrotta con Maria II, per essere donna. I figli di Maria II del Portogallo sarebbero dunque eredi della dinastia del marito, della Casato di Sassonia-Coburgo-Gotha. Intanto, in Portogallo, le donne sempre potevano essere eredi e salire al trono.
Considerandosi l’esistenza della Casa di Braganza-Wettin, la stessa occupò il trono di Portogallo dalla ascesa al trono del re Pietro V del Portogallo, nel 1853, fino all’esilio del re Manuele II, dovuto alla instaurazione della Repubblica del 5 ottobre 1910. Il ramo principale di questa Casa Reale si estinse nel 1932 a seguito della morte di Manuele II, avvenuta in assenza di discendenti diretti.

## Ramo principale

Bandiera del Portogallo durante il regno della Casa di Braganza-Sassonia-Coburgo-Gotha

### Maria II e Ferdinando II
- Maria II (1819-1835) ha regnato in Portogallo tra il 1826 ed il 1828, succedendo a suo padre Pietro IV, e tra il 1834 ed il 1853, succedendo a suo zio Michele. Sposò in prime nozze nel 1835 Augusto di Beauharnais, che morì poco tempo dopo il matrimonio senza lasciare discendenza. Sposò in seconde nozze nel 1836 il principe Ferdinando II di Sassonia-Coburgo-Gotha-Kohary (II di Portogallo). Ferdinando II e Maria II ebbero 11 figli:
- Pietro di Braganza, re del Portogallo
- Luigi di Braganza, re del Portogallo
- Maria di Braganza, infanta del Portogallo
- Giovanni di Braganza, duca di Beja
- Maria Anna Ferdinanda di Braganza, principessa di Sassonia
- Antonia di Braganza, infanta del Portogallo e principessa di Hohenzollern-Sigmaringen
- Ferdinando Maria di Braganza, infante del Portogallo
- Augusto di Braganza, duca di Coimbra
- Leopoldo di Braganza, infante del Portogallo
- Maria della Gloria di Braganza, infanta del Portogallo
- Eugenia di Braganza, infanta del Portogallo

### Pietro V
Pietro V (1837-1861) regnò in Portogallo dal 1853 al 1861, succedendo a sua madre Maria II. Si sposò nel 1858 con Stefania di Hohenzollern-Sigmaringen, morendo circa un anno dopo. Pietro V non ebbe figli e gli succedette il fratello Luigi I.

### Luigi I
Luigi I (1838-1889) regnò in Portogallo dal 1861 al 1889, succedendo a suo fratello Pietro V. Sposò nel 1862 la principessa Maria Pia di Savoia, dalla quale ebbe 2 figli:
- Carlo di Braganza, re del Portogallo
- Alfonso Carlo di Braganza, duca di Porto

### Carlo I
Carlo I (1863-1908) regnò in Portogallo dal 1889 al 1908, succedendo a suo padre Luigi I. Sposò nel 1886 la principessa Amelia d'Orléans, dalla quale ebbe 3 figli:
- Luigi Filippo di Braganza, principe di Beira e Principe Reale del Portogallo
- Maria Anna di Braganza, infanta del Portogallo
- Manuele di Braganza, re del Portogallo

Avrebbe anche avuto una figlia illegittima, nota come Maria Pia di Braganza.

### Manuele II
Manuele II (1889-1932) regnò in Portogallo dal 1908 al 1910, succedendo al padre Carlo I. Il suo regno finì il 5 ottobre 1910 con la proclamazione della repubblica. Partito con il resto della famiglia reale per l’esilio in Inghilterra, si sposò nel 1913 con Augusta Vittoria di Hohenzollern-Sigmaringen. Manuele II non ebbe figli, determinando così l'estinzione di questo ramo della casa reale.

## Rivendicazioni post-monarchiche

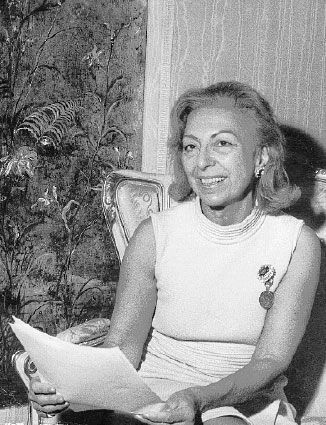
Maria Pia di Braganza

Maria Pia di Sassonia-Coburgo-Gotha Braganza ha sostenuto d'essere figlia illegittima del re Carlo I e che quest’ultimo le avrebbe concesso tutte le regalie, onori e diritti di successione alla Corona portoghese. Nata a Lisbona il 13 marzo del 1907, figlia di D. Maria Amelia Laredó e Murça – cittadina del Pará, Brasile, figlia del barone Armando Maurizio Laredó e di Maria Amelia Murça e Berhendurante, durante la sua vita ha sempre rivendicato i titoli di Principessa Reale di Portogallo e duchessa di Braganza. Maria Pia di Braganza si è sposata 3 volte: nel 1925, con il cubano Francesco Javier Bilbao y Batista, dal quale ebbe una figlia; nel 1939 con l’italiano Giuseppe Manlio Blais, generale dei Carabinieri; per la terza volta nel 1985, con Antonio Giovanni da Costa Amado-Noivo. In tutto ha avuto 2 figlie e 2 nipoti.
- Fátima Francesca Xaviera Iris Bilbao di Sassonia-Coburgo-Gotha Braganza (deceduta prima della successione)
- Maria Gloria Cristina Amelia Valeria Atonia Blais di Sassonia-Coburgo-Gotha Braganza (che avrebbe rinunciato agli eventuali suoi diritti di successione)
  - Carlos Miguel Berrocal di Sassonia-Coburgo-Gotha Braganza (figlio della predetta)
  - Beltrão Josè Berrocal di Sassonia-Coburgo-Gotha Braganza (fratello del precedente)

Rosario Poidimani, nato a Siracusa il 25 agosto 1941, rivendica di essere, per adozione di Maria Pia, il 22º duca di Braganza e l’erede presuntivo al trono del Portogallo.